# Дженола
Джено̀ла (на италиански и на пиемонтски: Genola) е малко градче и община в Северна Италия, провинция Кунео, регион Пиемонт. Разположено е на 345 m надморска височина. Населението на общината е 2625 души (към 2010 г.).